# Earina deplanchei
Earina deplanchei är en orkidéart som beskrevs av Heinrich Gustav Reichenbach. Earina deplanchei ingår i släktet Earina och familjen orkidéer.
Artens utbredningsområde är Nya Kaledonien. Inga underarter finns listade i Catalogue of Life.